# Filip Kaczmarek
Filip Andrzej Kaczmarek (n. 22 noiembrie 1966, Poznań, Polonia) este un om politic polonez, membru al Parlamentului European în perioada 2004-2009 din partea Poloniei.